# 노벨상
노벨상(스웨덴어: Nobelpriset, 노르웨이어: Nobelprisen, 영어: Nobel Prize)은 노벨 재단이 운영하고 "인류에게 가장 큰 공헌"을 한 원리에 따라 수여되는 상이다. 이 상은 1901년에 처음 수여되었으며, 알프레드 노벨 사망 5주년을 기념하는 해였다. 노벨의 유언에 명시된 원래 노벨상은 물리학, 화학, 생리학 또는 의학, 문학, 평화의 다섯 분야를 다루었다. 여섯 번째 상인 경제학상은 1968년 알프레드 노벨을 기리기 위해 스웨덴 국립은행 (스웨덴 중앙은행)에 의해 신설되었다. 노벨상은 각 분야에서 가장 권위 있는 상으로 널리 인정받는다.
전쟁과 같은 예외적인 상황을 제외하고는 매년 6개 상이 수여된다. 수상자는 수상자로 알려져 있으며, 호박금 메달에 24 캐럿 금을 도금한 메달, 디플로마, 그리고 상금을 받는다. 2023년 기준 노벨상 상금은 11,000,000 스웨덴 크로나이며, 이는 약 US$1,035,000에 해당한다. 메달에는 "NAT. MDCCCXXXIII-OB. MDCCCXCVI"라는 문구가 새겨져 있으며, 이는 노벨의 출생 연도인 1833년(NAT)과 사망 연도인 1896년(OB)을 나타낸다. 한 상은 최대 3명까지만 공유할 수 있으며, 노벨 평화상은 3명 이상의 조직에게 수여될 수 있다. 노벨상은 사후에 수여되지 않지만, 상을 받은 사람이 수상 전에 사망한 경우 상은 수여된다.
1901년부터 2024년까지 5개의 노벨상과 경제학상(1969년부터)은 총 627번 수여되었으며, 1,012명의 개인 및 기관이 수상했다. 5명의 개인과 2개의 기관은 2개 이상의 노벨상을 받았다.

## 역사

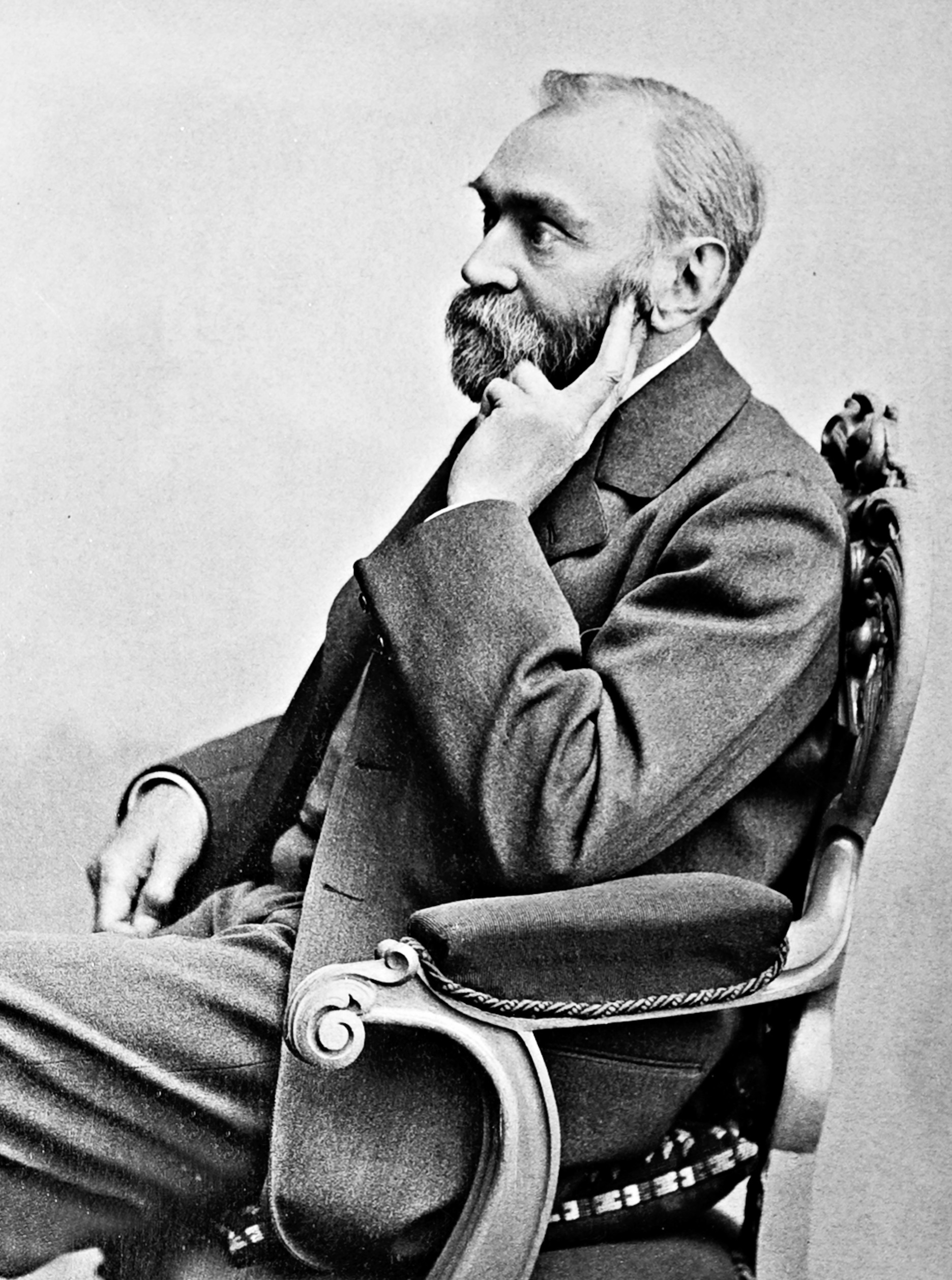
한 이야기에 따르면 알프레드 노벨은 프랑스 신문에서 "죽음의 상인은 죽었다"는 제목의 자신의 부고를 읽고 불쾌한 놀라움을 경험했다.

알프레드 노벨은 1833년 10월 21일 스웨덴의 스톡홀름에서 공학자 집안에 태어났다. 그는 화학자, 공학자, 발명가였다. 1894년 노벨은 보포스 철강 공장을 인수하여 주요 무기 제조업체로 만들었다. 노벨은 또한 발리스타이트를 발명했다. 이 발명은 많은 무연 군사용 폭발물의 전신이었으며, 특히 영국 무연 화약인 코다이트의 전신이었다. 그의 특허 주장으로 인해 노벨은 결국 코다이트에 대한 특허 침해 소송에 휘말렸다. 노벨은 평생 동안 부를 축적했으며, 그의 재산 대부분은 355개의 발명품에서 나왔으며, 그중 가장 유명한 것은 다이너마이트이다.
1888년에 노벨이 프랑스 신문에서 "죽음의 상인은 죽었다"라는 제목의 자신의 부고를 읽고 놀랐다는 유명한 이야기가 있다. 사망한 사람은 알프레드의 형인 루드비그 노벨이었고, 부고는 8년 전에 잘못 나온 것이었다. 이 기사는 노벨을 당황하게 했고, 그가 어떻게 기억될지에 대해 걱정하게 만들었다. 이로 인해 그는 유언을 바꾸도록 영감을 받았다. 역사가들은 이 이야기를 확인할 수 없었고 일부는 이 이야기를 신화로 치부한다.
1896년 12월 10일, 알프레드 노벨은 이탈리아 산레모의 별장에서 뇌출혈로 사망했다. 향년 63세였다.
노벨은 평생 여러 번 유언을 썼다. 그는 사망하기 1년 전에 마지막 유언을 작성하여 1895년 11월 27일 파리의 스웨덴-노르웨이 클럽에서 서명했다. 널리 알려진 놀라움 속에서, 노벨의 마지막 유언은 그의 재산을 물리학, 화학, 생리학 또는 의학, 문학, 평화 분야에서 "인류에게 가장 큰 공헌을 한" 사람들에게 일련의 상을 만들기 위해 사용해야 한다고 명시했다. 노벨은 총 자산의 94%인 3,100만 SEK (2008년 기준 약 1억 8,600만 달러, 1억 5,000만 유로)를 5개의 노벨상 제정에 기부했다. 유언에 대한 회의론으로 인해 노르웨이의 스토르팅은 1897년 4월 26일까지 유언을 승인하지 않았다. 유언의 집행자인 라그나르 솔만과 루돌프 릴리예크비스트는 재산을 관리하고 상 수여를 조직하기 위해 노벨 재단을 설립했다.
노벨의 지침은 노르웨이 노벨 위원회가 평화상을 수여하도록 명시했으며, 위원회 위원들은 1897년 4월에 유언이 승인된 직후 임명되었다. 그 후 곧 다른 상 수여 기관들이 지정되었다. 이들은 6월 7일에 카롤린스카 연구소, 6월 9일에 스웨덴 아카데미, 6월 11일에 스웨덴 왕립 과학한림원이었다. 노벨 재단은 상을 수여하는 방법에 대한 지침에 합의했으며, 1900년에는 노벨 재단의 새로 만들어진 법률이 오스카르 2세에 의해 공포되었다.

### 노벨 재단

#### 재단의 형성

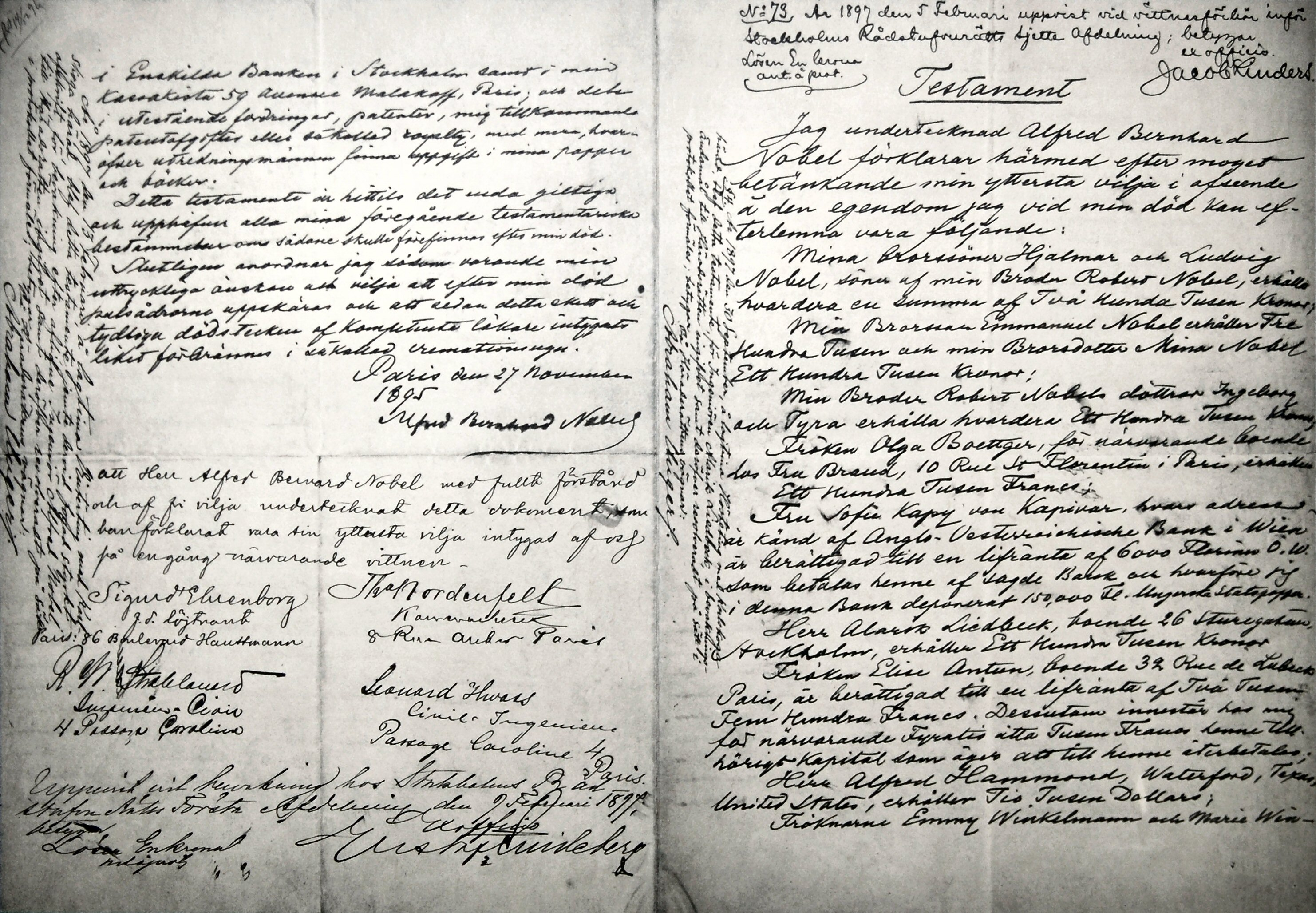
알프레드 노벨의 총 자산의 94%를 노벨상 제정에 사용해야 한다고 명시한 유언

1896년 12월 30일 스톡홀름에서 낭독된 그의 유언에 따르면, 알프레드 노벨이 설립한 재단은 인류에게 봉사한 사람들에게 상을 수여해야 한다. 노벨상은 알프레드 노벨의 개인 재산으로 자금을 조달했다. 공식 출처에 따르면, 알프레드 노벨은 자신의 재산 대부분을 노벨 재단에 기부했으며, 이는 현재 노벨상의 경제적 기반을 형성한다.
노벨 재단은 1900년 6월 29일에 사립 기관으로 설립되었다. 그 기능은 노벨상의 재정 및 행정을 관리하는 것이다. 노벨의 유언에 따라 재단의 주요 임무는 노벨이 남긴 재산을 관리하는 것이다. 로베르트 노벨과 루드비그 노벨은 아제르바이잔의 바쿠에서 석유 사업에 관여했으며, 노벨가 아카이브에 접근한 스웨덴 사학자 E. 바르겐그렌에 따르면, "알프레드의 돈을 바쿠에서 인출하도록 허용한 결정이 노벨상 제정을 가능하게 한 결정적인 요인이 되었다"고 한다. 노벨 재단의 또 다른 중요한 임무는 상을 국제적으로 홍보하고 상과 관련된 비공식적인 행정을 감독하는 것이다. 재단은 노벨상 수상자 선정 과정에 관여하지 않는다. 여러 면에서 노벨 재단은 투자 회사와 유사하며, 상과 행정 활동을 위한 견고한 자금 기반을 마련하기 위해 노벨의 돈을 투자한다. 노벨 재단은 스웨덴에서는 모든 면세 대상이며 (1946년부터), 미국에서는 투자세가 면제된다 (1953년부터). 1980년대 이후 재단의 투자는 더욱 수익성이 높아졌으며 2007년 12월 31일 현재 노벨 재단이 관리하는 자산은 36억 2,800만 스웨덴 크로나 (약 5억 6천만 달러)에 달했다.
법령에 따르면 재단은 스톡홀름에 본사를 둔 5명의 스웨덴 또는 노르웨이 시민으로 구성된 이사회로 구성된다. 이사회 의장은 스웨덴 추밀원 국왕이 임명하며, 나머지 4명의 위원은 상 수여 기관의 수탁자들이 임명한다. 전무 이사는 이사회 위원 중에서 선출되며, 부이사는 추밀원 국왕이 임명하고, 두 명의 대리인은 수탁자들이 임명한다. 그러나 1995년부터 모든 이사회 위원은 수탁자들이 선택했으며, 전무 이사와 부이사는 이사회가 직접 임명한다. 이사회 외에도 노벨 재단은 상 수여 기관들 (스웨덴 왕립 과학한림원, 카롤린스카 연구소 노벨위원회, 스웨덴 아카데미, 노르웨이 노벨 위원회), 이들 기관의 수탁자들, 그리고 감사인들로 구성된다.

#### 재단 자본 및 비용
현재 노벨 재단의 자본은 50%는 주식, 20%는 채권, 30%는 기타 투자 (예: 헤지 펀드 또는 부동산)에 투자되어 있다. 이 분포는 10% 범위 내에서 변동될 수 있다. 2008년 초 현재, 자금의 64%는 주로 미국 및 유럽 주식에, 20%는 채권에, 12%는 부동산 및 헤지 펀드에 투자되었다.
2011년 총 연간 비용은 약 1억 2천만 크로나였으며, 상금은 5천만 크로나였다. 상 수여에 관련된 기관 및 개인에게 지불하는 추가 비용은 2,740만 크로나였다. 스톡홀름과 오슬로에서 열린 노벨 주간 행사 비용은 2,020만 크로나였다. 행정, 노벨 심포지엄 및 유사 항목 비용은 2,240만 크로나였다. 경제학 상금 1,650만 크로나는 스웨덴 국립은행이 지불한다.

### 첫 노벨상

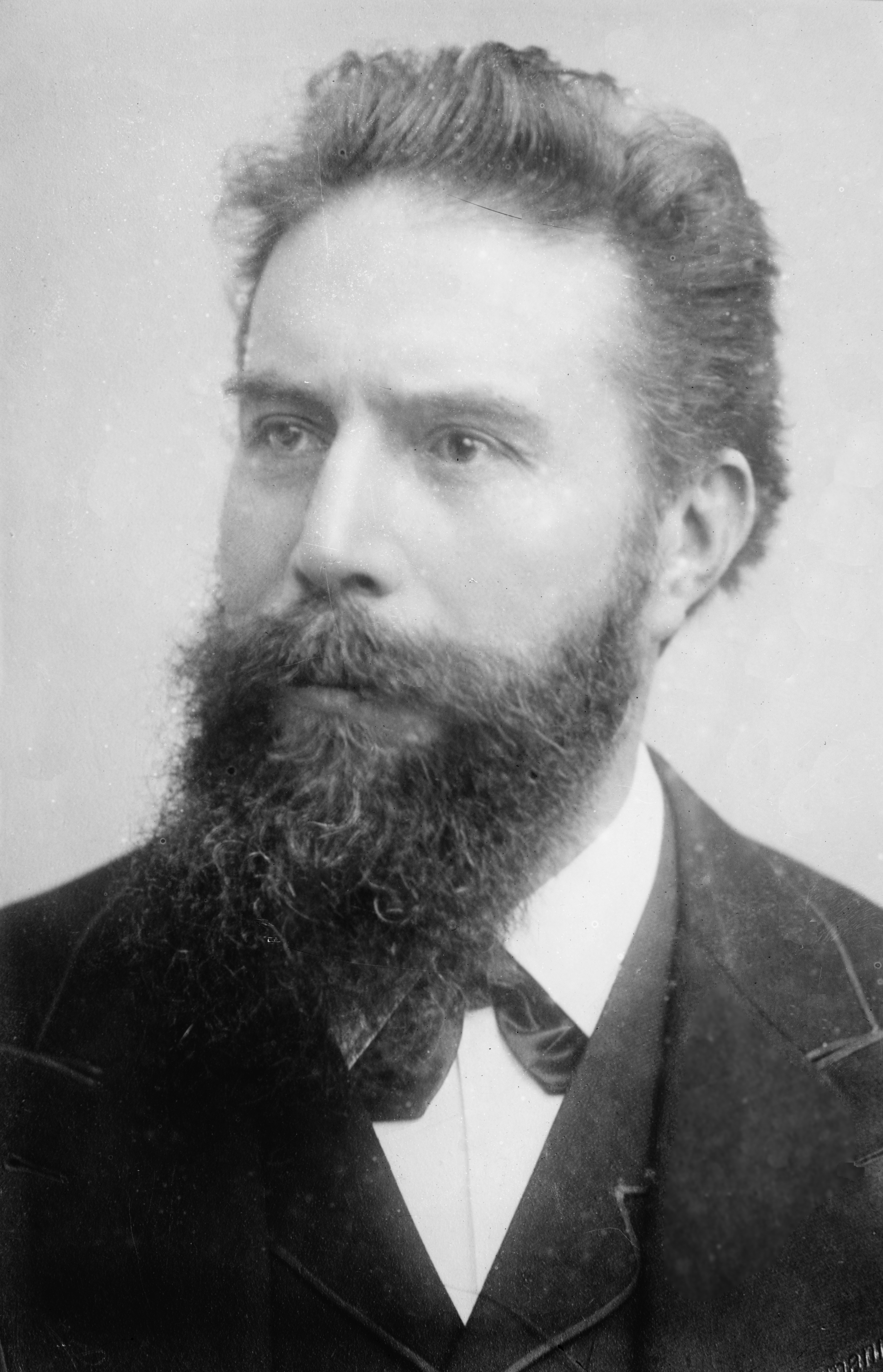
빌헬름 콘라트 뢴트겐, 엑스선 발견으로 첫 노벨 물리학상을 수상했다.

노벨 재단과 그 지침이 마련되자 노벨 위원회는 첫 번째 상에 대한 추천을 수집하기 시작했다. 그 후 예비 후보자 목록을 상 수여 기관에 보냈다.
노벨 위원회의 물리학상 후보 목록에는 빌헬름 콘라트 뢴트겐의 엑스선 발견과 필리프 레나르트의 음극선 연구가 언급되었다. 과학 아카데미는 뢴트겐을 수상자로 선정했다. 19세기 후반 수십 년 동안 많은 화학자들이 중요한 공헌을 했다. 따라서 화학상과 관련하여 아카데미는 "이 과학자들에게 상을 수여할 순서를 결정하는 데 주로 직면했다". 아카데미는 20개의 추천서를 받았으며, 그중 11개는 야코뷔스 헨리퀴스 판트호프에 대한 것이었다. 판트호프는 화학열역학에 대한 그의 공헌으로 상을 받았다.
스웨덴 아카데미는 첫 노벨 문학상 수상자로 시인 쉴리 프뤼돔을 선정했다. 42명의 스웨덴 작가, 예술가, 문학 평론가들을 포함한 단체는 레프 톨스토이가 수상할 것으로 예상했기 때문에 이 결정에 항의했다. 버턴 펠드먼을 포함한 일부 사람들은 프뤼돔을 평범한 시인으로 간주했기 때문에 이 상을 비판했다. 펠드먼의 설명은 아카데미 회원 대부분이 빅토리아 문학을 선호했으며 따라서 빅토리아 시대 시인을 선택했다는 것이다. 첫 번째 생리학 또는 의학상은 독일 생리학자이자 미생물학자인 에밀 아돌프 폰 베링에게 돌아갔다. 1890년대에 폰 베링은 매년 수천 명의 사망자를 야기했던 디프테리아를 치료하기 위한 항독소를 개발했다.
첫 번째 노벨 평화상은 국제 적십자 운동 창설과 제네바 협약 제정에 기여한 스위스 사람 앙리 뒤낭에게 돌아갔고, 평화 연맹 창립자이자 뒤낭과 함께 질서 문명 연합에서 활동한 프랑스 평화주의자 프레데리크 파시와 공동 수상했다.

### 제2차 세계 대전
1938년과 1939년, 아돌프 히틀러의 나치 독일은 독일 수상자 3명(리하르트 쿤, 아돌프 프리드리히 요한 부테난트, 게르하르트 도마크)이 상을 받는 것을 금지했다. 그들은 모두 나중에 디플로마와 메달을 받을 수 있었다. 스웨덴은 제2차 세계 대전 동안 공식적으로 중립이었지만, 상은 불규칙하게 수여되었다. 1939년에는 평화상이 수여되지 않았다. 1940년부터 1942년까지는 독일의 노르웨이 점령으로 인해 어떤 부문에서도 상이 수여되지 않았다. 다음 해에는 문학과 평화를 제외한 모든 상이 수여되었다.
노르웨이 점령 기간 동안, 노르웨이 노벨 위원회 위원 3명은 망명했다. 나머지 위원들은 노벨 재단이 오슬로에 있는 위원회 건물이 스웨덴 영토라고 선언하자 독일군으로부터 박해를 면할 수 있었다. 따라서 스웨덴과 전쟁 중이 아니었던 독일군으로부터 안전한 피난처가 되었다. 이 위원들은 위원회의 업무를 계속했지만, 상을 수여하지는 않았다. 1944년 노벨 재단은 망명한 위원 3명과 함께 평화상 후보 지명이 제출되고 상이 다시 수여될 수 있도록 했다.

### 경제학상

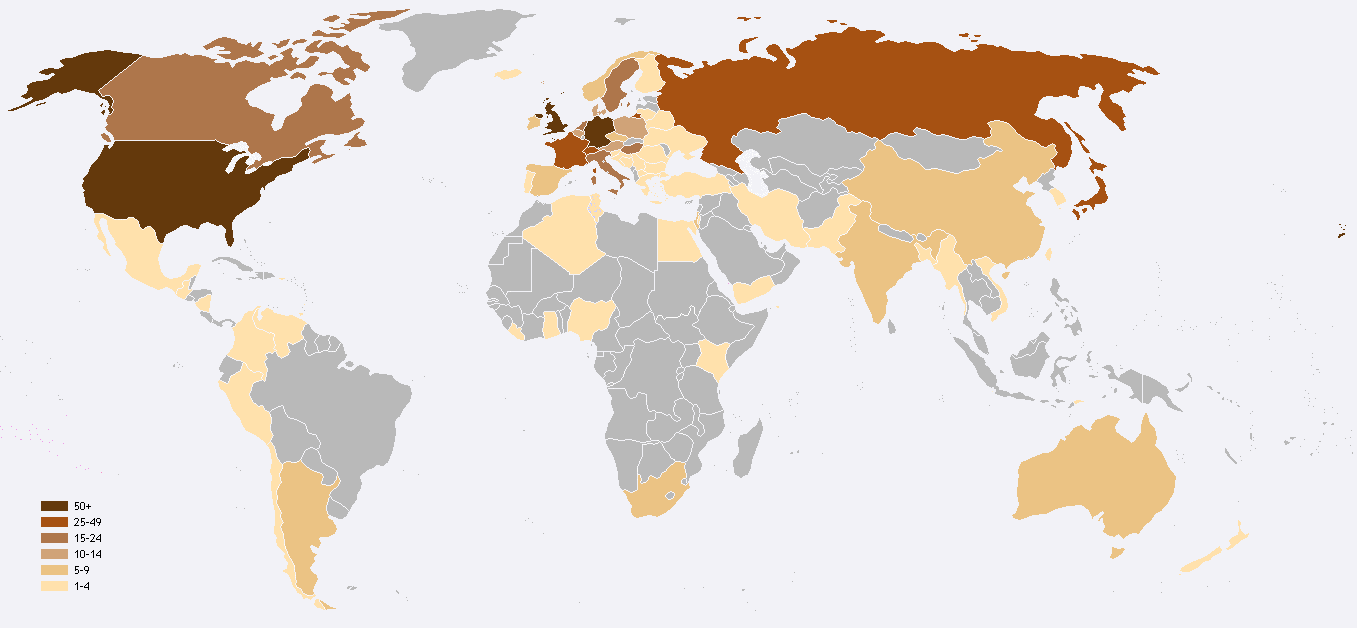
나라별 노벨상 수상자 지도

제2차 세계 대전 이후, 경제학은 학문 분야로 빠르게 발전했으며 중요한 과학 분야로 점점 더 인정받게 되었다. 1968년, 스웨덴 중앙은행인 스웨덴 국립은행은 창립 300주년을 기념하여 노벨 재단에 경제학 분야의 새로운 상을 제정하기 위해 돈을 기부했다. 그 다음 해인 1969년, 노벨 경제학상이 처음으로 수여되었다. 스웨덴 왕립 과학한림원은 과학 노벨상과 동일한 방식으로 경제학 수상자를 선정해야 한다. 경제학상 첫 수상자는 얀 틴베르헌과 랑나르 프리슈로, "경제 과정 분석을 위한 동적 모델을 개발하고 적용한 공로"를 인정받았다. 노벨 재단 이사회는 이 추가 이후 더 이상 새로운 상을 허용하지 않기로 결정했다.

## 시상 과정
시상 과정은 모든 노벨상에 대해 유사하며, 주요 차이점은 각 상에 대한 추천을 할 수 있는 사람이다.

### 추천
추천 양식은 노벨 위원회가 약 3,000명의 개인, 일반적으로 관련 분야에서 활동하는 저명한 학자에게 시상 전년도 9월에 발송한다. 평화상의 경우, 추천서는 정부, 이전 평화상 수상자, 노르웨이 노벨 위원회 현직 또는 전직 위원에게도 발송된다. 추천 양식 제출 마감일은 시상 연도 1월 31일이다. 노벨 위원회는 이 양식과 추가 이름에서 약 300명의 잠재적 수상 후보를 지명한다. 후보자는 공개적으로 이름이 알려지거나 상을 고려하고 있다는 통보를 받지 않는다. 모든 상에 대한 추천 기록은 상 수여 후 50년 동안 봉인된다.

### 선정
노벨 위원회는 관련 분야 전문가들의 조언을 반영한 보고서를 작성한다. 이 보고서는 예비 후보자 목록과 함께 상 수여 기관에 제출된다. 6개의 상을 수여하는 4개의 수여 기관이 있다.
- 스웨덴 왕립 과학한림원 – 화학; 물리학; 경제학
- 카롤린스카 연구소 노벨위원회 – 생리학/의학
- 스웨덴 아카데미 – 문학
- 노르웨이 노벨 위원회 – 평화

기관들은 각 분야의 수상자를 과반수 투표로 선정하기 위해 회의를 한다. 그들의 결정은 항소할 수 없으며, 투표 직후 발표된다. 수상자는 상마다 최대 3명과 2개의 서로 다른 업적이 선정될 수 있다. 기관에게 수여될 수 있는 평화상을 제외하고, 상은 개인에게만 수여될 수 있다. 수상자는 10월 첫 2주 동안 수여 기관에 의해 발표된다.

### 사후 추천
현재는 사후 추천이 허용되지 않지만, 추천과 수상 위원회 결정 사이에 사망한 개인은 원래 상을 받을 자격이 있었다. 이는 두 번 발생했다: 에리크 악셀 카를펠트에게 수여된 1931년 문학상과 유엔 사무총장 다그 함마르셸드에게 수여된 1961년 평화상. 1974년 이후 수상자는 10월 발표 당시 생존해 있어야 한다고 간주해야 한다. 1996년 상(경제학)이 발표되었지만 수여되기 전에 사망한 윌리엄 비크리라는 수상자가 한 명 있었다. 2011년 10월 3일, 노벨 생리학·의학상 수상자가 발표되었다. 그러나 위원회는 수상자 중 한 명인 랠프 스타인먼이 3일 전에 사망한 사실을 알지 못했다. 위원회는 스타인먼의 상에 대해 논의하고 있었는데, 규칙은 사후에 상이 수여되지 않는다는 것이었다. 위원회는 나중에 스타인먼에게 상을 수여하기로 한 결정이 "선의로 이루어진 것"이므로 변경되지 않을 것이며, 상이 수여될 것이라고 결정했다.

### 인정 시간 지연
노벨의 유언은 "전년도 동안 인류에게 가장 큰 혜택을 준" 발견에 대한 인정을 위해 상이 수여되어야 한다고 규정했다. 초기에는 상이 일반적으로 최근 발견을 인정했다. 그러나 그 초기 발견들 중 일부는 나중에 신뢰성이 떨어졌다. 예를 들어, 요하네스 피비게르는 암을 유발하는 기생충을 발견했다는 주장으로 1926년 생리학 또는 의학 상을 받았다. 이 같은 곤란을 피하기 위해 상은 시간이 지나면서 검증된 과학적 발견을 점차 인정하게 되었다. 노벨 생리학 또는 의학상 위원회의 전 위원장인 랄프 페테르손에 따르면, "'전년도' 기준은 노벨 위원회에서 발견의 완전한 영향이 명확해진 해로 해석된다".

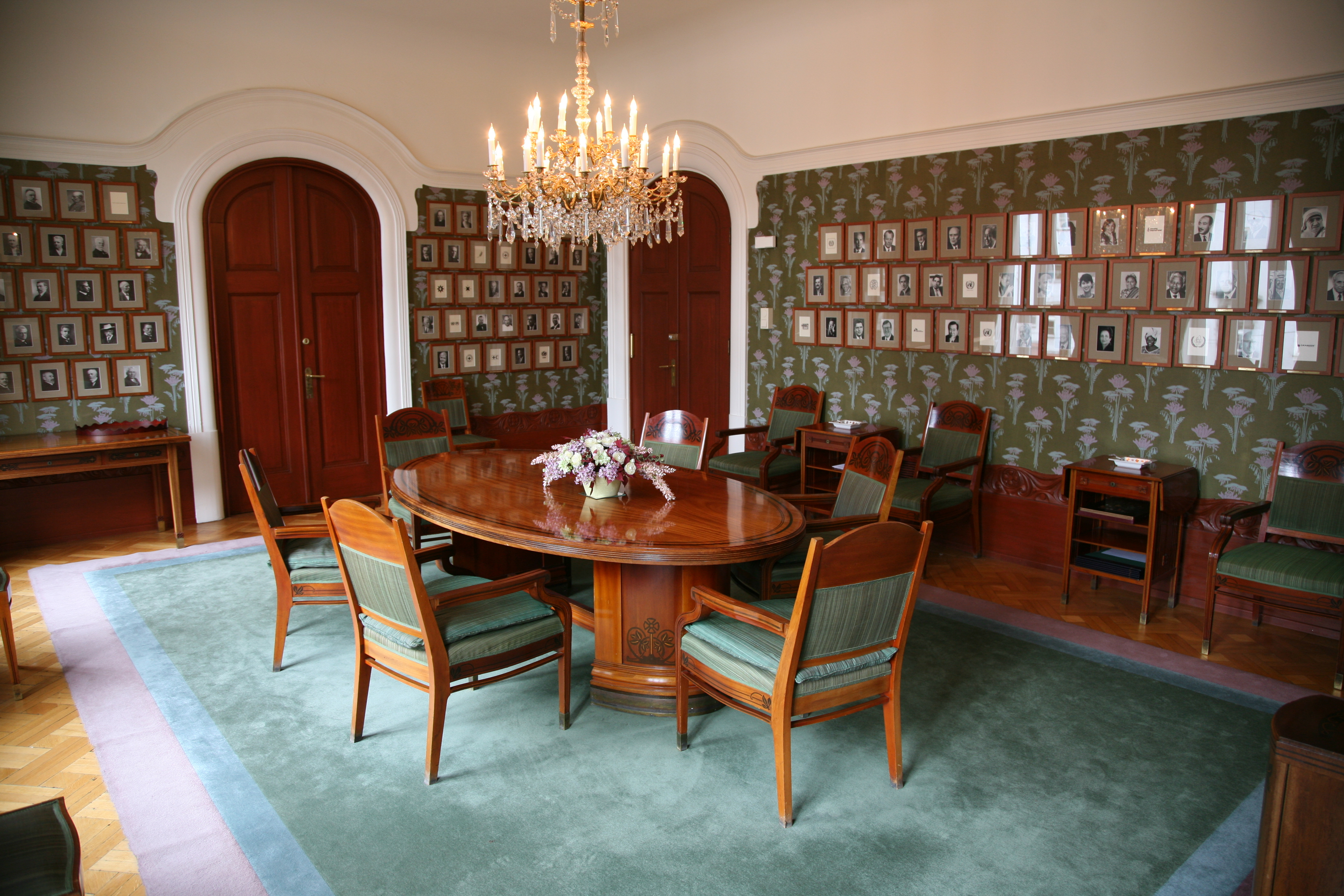
노르웨이 노벨 위원회 회의실

수상과 그 업적 사이의 간격은 분야별로 다양하다. 문학상은 일반적으로 단일 업적보다는 누적된 평생의 작품을 인정하기 위해 수여된다. 평화상 역시 평생의 업적에 대해 수여될 수 있다. 예를 들어 2008년 수상자 마르티 아티사리는 국제 분쟁 해결에 대한 그의 업적을 인정받아 수상했다. 그러나 특정 최근 사건에 대해서도 수여될 수 있다. 예를 들어, 코피 아난은 유엔 사무총장이 된 지 불과 4년 만인 2001년에 평화상을 받았다. 마찬가지로 야세르 아라파트, 이츠하크 라빈, 시몬 페레스는 오슬로 협정을 성공적으로 체결한 지 약 1년 만인 1994년에 상을 받았다. 논란은 버락 오바마가 미국 대통령으로 재임한 첫 해인 2009년에 노벨 평화상을 받은 것으로 인해 발생했다.
물리학, 화학, 의학 부문 상은 일반적으로 해당 업적이 널리 인정받은 후에 수여된다. 때로는 수십 년이 걸리기도 하는데, 예를 들어 수브라마니안 찬드라세카르는 1930년대의 항성 구조 및 진화 연구로 1983년 물리학상을 공동 수상했다. 모든 과학자가 자신의 연구가 인정받을 만큼 오래 사는 것은 아니다. 어떤 발견은 발견자가 사망한 후에 그 영향이 실현된다면 상을 전혀 고려할 수 없다.

## 시상식 및 관련 행사
평화상을 제외하고 노벨상은 매년 12월 10일, 노벨의 사망 기념일에 스웨덴 스톡홀름에서 열리는 시상식에서 수여된다. 수상자 강연은 일반적으로 시상식 며칠 전에 열린다. 평화상과 수상자 강연은 노르웨이 오슬로에서 매년 열리는 시상식에서 일반적으로 12월 10일에 수여된다. 시상식과 관련 연회는 일반적으로 주요 국제 행사이다. 스웨덴 시상식에서 수여되는 상은 스톡홀름 콘서트홀에서 열리며, 노벨 연회는 곧바로 스톡홀름 시청사에서 이어진다. 노벨 평화상 시상식은 노르웨이 노벨 연구소 (1905–1946), 오슬로 대학교 오디토리엄 (1947–1989), 오슬로 시청사 (1990–현재)에서 열렸다.
스톡홀름 노벨상 시상식의 하이라이트는 각 노벨상 수상자가 스웨덴 국왕의 손에서 상을 받기 위해 앞으로 나서는 것이다. 오슬로에서는 노르웨이 노벨 위원회 위원장이 노르웨이 국왕과 노르웨이 왕실 가족 앞에서 노벨 평화상을 수여한다. 처음에는 오스카르 2세 국왕이 외국인에게 대상을 수여하는 것을 승인하지 않았다.

### 노벨 연회

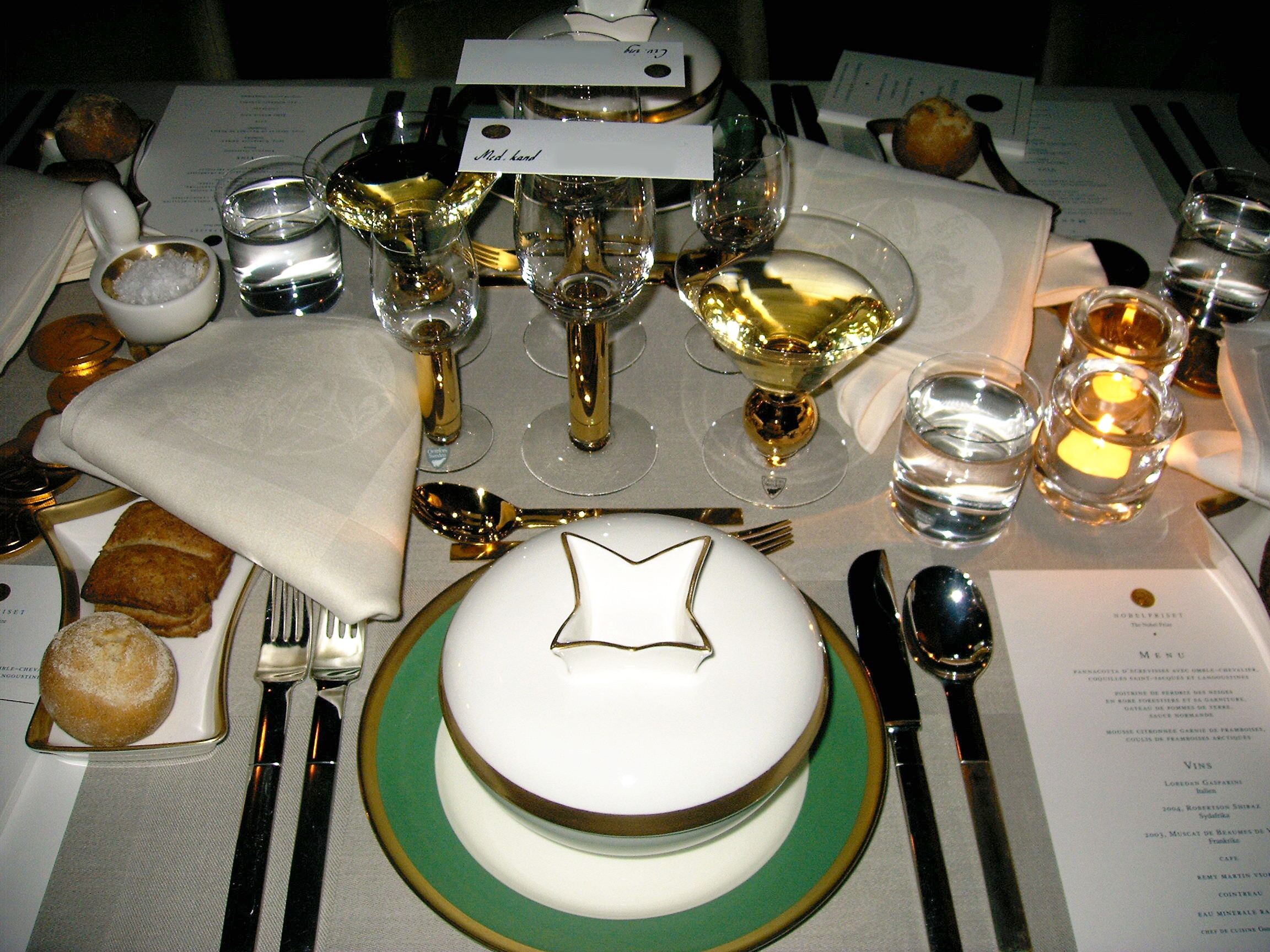
스톡홀름에서 열린 2005년 노벨 연회 테이블

스웨덴에서 시상식이 끝난 후 스톡홀름 시청사 블루홀에서 스웨덴 왕실과 약 1,300명의 손님들이 참석하는 연회가 열린다. 노벨 평화상 연회는 노르웨이 오슬로 그랜드 호텔에서 시상식 후 열린다. 수상자 외에도 스토르팅 의장, 때로는 스웨덴 총리, 그리고 2006년부터 노르웨이 국왕과 왕비가 손님으로 참석한다. 총 약 250명의 손님이 참석한다.

### 노벨 강연
노벨 재단의 법령에 따르면, 각 수상자는 수상 주제와 관련된 공개 강연을 해야 한다. 노벨 강연은 수십 년에 걸쳐 현재의 수사 장르로 발전했다. 이 강연은 일반적으로 노벨 주간(수상자들이 스톡홀름에 도착하여 노벨 연회로 끝나는 시상식 및 연회 이전 주) 동안 열리지만, 이는 의무 사항은 아니다. 수상자는 상을 받은 후 6개월 이내에만 강연할 의무가 있지만, 일부는 그보다 더 늦게 이루어지기도 했다. 예를 들어, 미국 대통령 시어도어 루스벨트는 1906년에 평화상을 받았지만, 임기 후인 1910년에 강연했다. 강연은 수상자를 선정한 동일한 단체에서 조직한다.
전 세계 모든 군사 묘지는 인류의 생명을 신성하게 여기지 못한 국가 지도자들의 실패에 대한 조용한 증언이다.
— 이츠하크 라빈, 1994년 노벨 평화상 강연

### 노벨 마인즈
1959년부터 1990년까지 스웨덴 언론인 벵트 펠드라이히는 과학상 수상자들을 모아 라디오에서, 그리고 1960년대 중반부터 SVT에서 "Snillen spekulerar" (영어로 Science and Man)라는 제목으로 토론을 방송했다. 2004년부터 이 프로그램은 BBC 월드 뉴스와 공동 제작하여 "노벨 마인즈"라는 제목으로, 2011년부터는 제이나브 바다위가 진행하고 있다.

## 상

### 메달

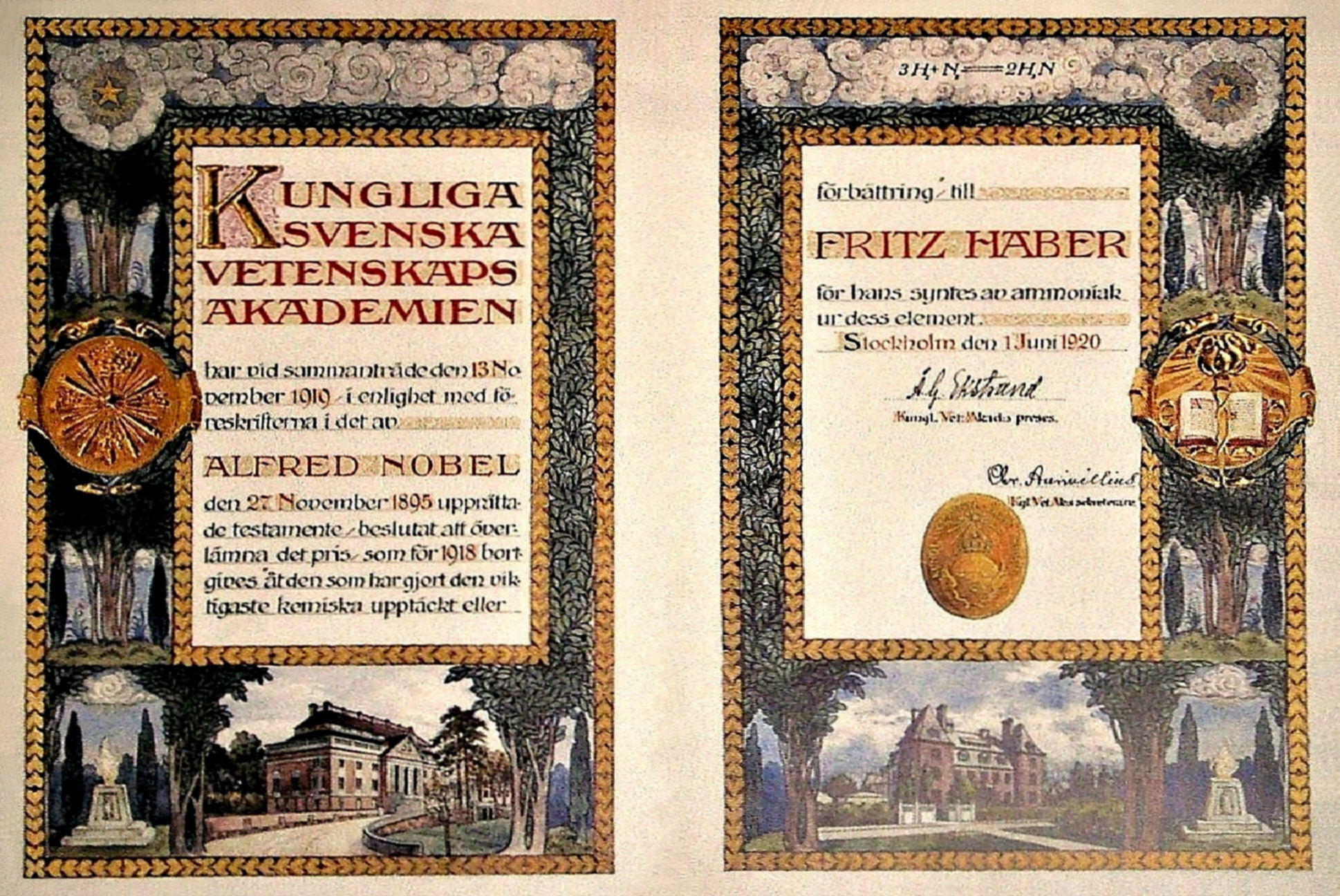
프리츠 하버의 디플로마, 암모니아 합성 방법 개발로 수상했다. 수상자는 금메달과 상금과 함께 화려하게 장식된 디플로마를 받는다.

노벨 재단은 2012년 5월 30일, 스웨덴 노벨상 메달 5개의 제작 계약을 Svenska Medalj AB에 수여했다고 발표했다. 1902년부터 2010년까지 노벨상 메달은 스웨덴에서 가장 오래된 회사인 민트베르케트 (스웨덴 조폐국)에서 주조되었는데, 2011년 107년 만에 운영을 중단했다. 2011년에는 노르웨이의 콩스베르그에 위치한 노르웨이 조폐국에서 메달을 제작했다. 노벨상 메달은 노벨 재단의 등록 상표이다.
각 메달은 앞면에 알프레드 노벨의 왼쪽 프로필 이미지를 특징으로 한다. 물리학, 화학, 생리학 또는 의학, 문학 메달은 알프레드 노벨의 이미지와 그의 출생 및 사망 연도를 보여주는 동일한 앞면을 가지고 있다. 노벨의 초상화는 평화상 메달과 경제학상 메달 앞면에도 나타나지만, 약간 다른 디자인이다. 예를 들어, 경제학 메달의 테두리에는 수상자의 이름이 새겨져 있다. 메달 뒷면의 이미지는 상을 수여하는 기관에 따라 다르다. 화학 및 물리학 메달의 뒷면은 동일한 디자인을 공유한다.
1980년 이전에 제작된 모든 메달은 23 캐럿 금으로 주조되었다. 그 이후에는 18 캐럿 녹색 금에 24 캐럿 금을 도금하여 주조되었다. 각 메달의 무게는 금의 가치에 따라 다르지만, 각 메달당 평균 약 175 그램 (0.386 lb)이다. 지름은 66 밀리미터 (2.6 in), 두께는 5.2 밀리미터 (0.20 in)에서 2.4 밀리미터 (0.094 in) 사이이다. 금 함량이 높고 공개 전시에 자주 노출되기 때문에 노벨 메달은 메달 절도에 취약하다. 제2차 세계 대전 중, 독일 과학자 막스 폰 라우에와 제임스 프랑크의 메달은 안전을 위해 코펜하겐으로 보내졌다. 독일이 덴마크를 침공했을 때, 헝가리 화학자 (그리고 노벨상 수상자) 게오르크 카를 폰 헤베시는 왕수 (질산-염산)에 메달을 녹여 나치 독일의 압수를 막고 소지자의 법적 문제를 방지했다. 전쟁 후 금은 용액에서 회수되었고, 메달은 다시 주조되었다.

### 디플로마

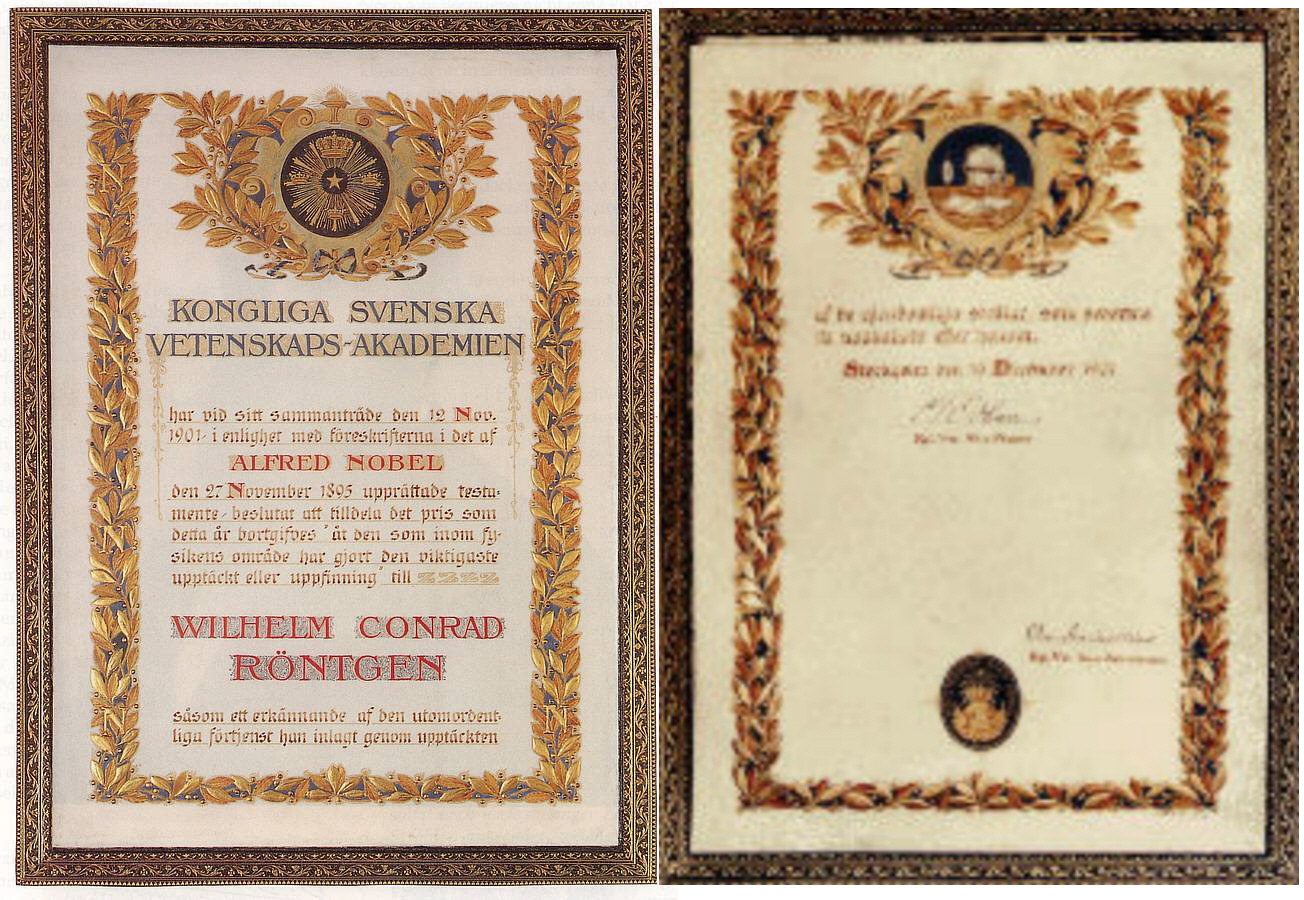
1901년 빌헬름 콘라트 뢴트겐에게 수여된 노벨 디플로마

노벨상 수상자는 스웨덴 국왕의 손에서 직접 디플로마를 받거나, 평화상의 경우 노르웨이 노벨 위원회 위원장의 손에서 받는다. 각 디플로마는 상 수여 기관이 수상자를 위해 특별히 디자인한다. 디플로마에는 그림과 스웨덴어로 된 텍스트가 포함되어 있으며 수상자의 이름과 일반적으로 상을 받은 이유에 대한 설명이 적혀 있다. 노벨 평화상 수상자 중 누구도 디플로마에 설명이 적혀 있지 않다.

### 상금

1901년부터 2023년까지 상금 액수의 변화, 인플레이션 조정.

수상자들은 상을 받을 때 상금 금액을 확인하는 문서 형태로 돈을 받는다. 상금 금액은 노벨 재단이 매년 수여할 수 있는 금액에 따라 달라진다. 상금은 1980년대 이후 증가했는데, 당시 상금은 상당 88만 SEK (오늘날 총 260만 SEK, 미화 35만 달러)였다. 2009년 상금은 1천만 SEK (미화 140만 달러)였다. 2012년 6월에는 800만 SEK로 낮아졌다. 두 수상자가 한 부문의 상을 공유하는 경우, 상금은 수상자 간에 균등하게 분배된다. 세 명인 경우, 수여 위원회는 상금을 균등하게 분배하거나, 한 수상자에게 절반을, 나머지 두 수상자에게는 각 4분의 1씩 수여할 수 있다. 수상자들이 상금을 과학, 문화, 인도주의적 목적에 기부하는 것이 흔하다.

## 통계
- 가장 어린 노벨상 수상자:
말랄라 유사프자이; 17세에 노벨 평화상을 수상했다 (2014).
- 가장 나이 많은 노벨상 수상자:
존 B. 구디너프; 97세에 노벨 화학상을 수상했다 (2019).
- 1개 이상의 단독 노벨상을 수상한 유일한 인물:
라이너스 폴링; 상을 두 번 받았다. 노벨 화학상 (1954) 및 노벨 평화상 (1962).
- 서로 다른 분야에서 노벨상을 수상한 인물:
마리 퀴리; 상을 두 번 받았다. 노벨 물리학상 (1903) 및 노벨 화학상 (1911).
라이너스 폴링; 상을 두 번 받았다. 노벨 화학상 (1954) 및 노벨 평화상 (1962).
- 노벨상 수상자가 가장 많은 나라:

미국; 2022년 기준 403명의 노벨상 수상자.
- 여러 차례 노벨상을 수상한 수상자: (두 번째 수상일 기준)
  1. 마리 퀴리; 상을 두 번 받았다. 노벨 물리학상 (1903) 및 노벨 화학상 (1911).
  2. 국제 적십자 위원회; 상을 세 번 받았다. 노벨 평화상 (1917, 1944, 1963).
  3. 라이너스 폴링; 상을 두 번 받았다. 노벨 화학상 (1954) 및 노벨 평화상 (1962).
  4. 존 바딘; 상을 두 번 받았다. 노벨 물리학상 (1956, 1972).
  5. 프레더릭 생어; 상을 두 번 받았다. 노벨 화학상 (1958, 1980).
  6. 유엔난민기구; 상을 두 번 받았다. 노벨 평화상 (1954, 1981).
  7. 칼 배리 샤플리스; 상을 두 번 받았다. 노벨 화학상 (2001, 2022).
- 사후 노벨상 수상자:
  1. 에리크 악셀 카를펠트; 노벨 문학상을 수상했다 (1931).
  2. 다그 함마르셸드; 노벨 평화상을 수상했다 (1961).
  3. 랠프 스타인먼; 노벨 생리학·의학상을 수상했다 (2011).
- 노벨상을 수상한 부부:[112]

1. 마리 퀴리, 피에르 퀴리 (그리고 앙리 베크렐). 노벨 물리학상 수상 (1903).
2. 이렌 졸리오퀴리, 프레데리크 졸리오퀴리. 노벨 화학상 수상 (1935).
3. 거티 코리, 칼 퍼디낸드 코리. 노벨 의학상 수상 (1947).
4. 군나르 뮈르달은 노벨 경제학상 수상 (1974), 알바 뮈르달은 노벨 평화상 수상 (1982).
5. 마이브리트 모세르, 에드바르 모세르. 노벨 의학상 수상 (2014).
6. 에스테르 뒤플로, 아브히지트 바네르지 (그리고 마이클 크레이머). 노벨 경제학상 수상 (2019).

- 상이 없는 해:

- 물리학: 1916, 1931, 1934, 1940, 1941, 1942

- 화학: 1916, 1917, 1919, 1924, 1933, 1940, 1941, 1942

- 생리학 또는 의학: 1915, 1916, 1917, 1918, 1921, 1925, 1940, 1941, 1942

- 문학: 1914, 1918, 1935, 1940, 1941, 1942, 1943

- 평화: 1914, 1915, 1916, 1918, 1923, 1924, 1928, 1932, 1939, 1940, 1941, 1942, 1943, 1948, 1955, 1956, 1966, 1967, 1972

## 특별히 뛰어난 수상자

### 복수 수상자

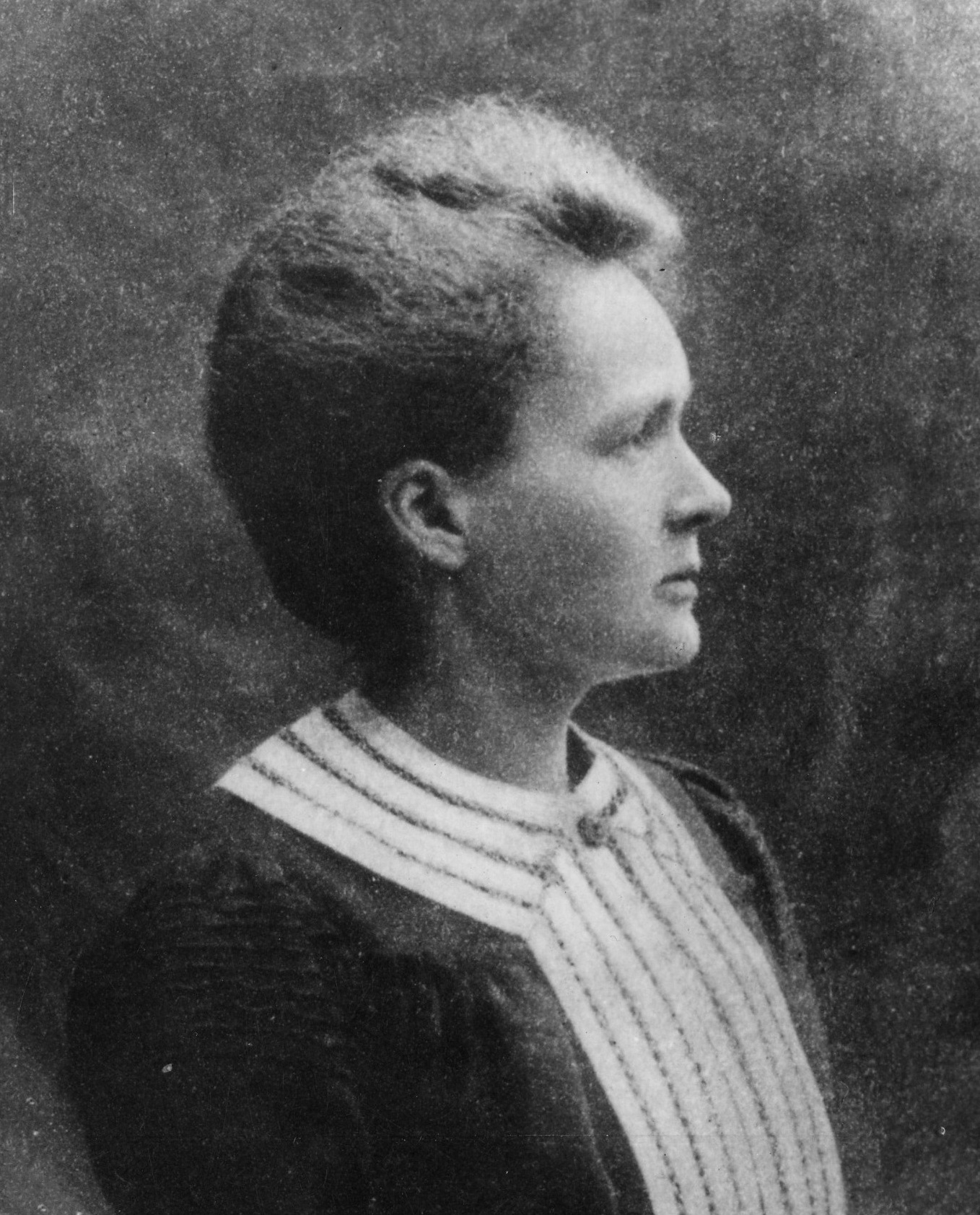
마리 퀴리, 노벨상을 두 번 받은 5명 중 한 명 (물리학 및 화학)

5명의 사람이 노벨상을 두 번 받았다. 마리 퀴리는 1903년 방사능 연구로 물리학상을, 1911년 순수 라듐 분리 연구로 화학상을 받았다. 이로써 그녀는 두 개의 서로 다른 과학 분야에서 노벨상을 받은 유일한 사람이 되었다. 라이너스 폴링은 1954년 화학 결합 및 복합 물질의 화학 구조 적용 연구로 화학상을 받았다. 폴링은 1962년 핵무기 반대 운동으로 평화상도 받아 두 개의 단독 상을 받은 유일한 수상자가 되었다. 존 바딘은 물리학상을 두 번 받았다: 1956년 트랜지스터 발명으로, 1972년 초전도 현상 이론으로. 프레더릭 생어는 화학상을 두 번 받았다: 1958년 인슐린 분자 구조 결정 연구로, 1980년 DNA 염기 서열 결정 방법 발명으로. 칼 배리 샤플리스는 2001년 키랄 촉매 산화 반응 연구로 화학상을, 2022년 클릭 화학 연구로 화학상을 받았다.
두 개의 기관이 평화상을 여러 번 받았다. 국제 적십자 위원회는 세 번 받았다: 1917년과 1944년 세계 대전 중 활동으로, 1963년 창립 100주년 기념 해에. 유엔난민기구는 난민 지원 활동으로 두 번 평화상을 받았다: 1954년과 1981년.

### 가족 수상자
퀴리 가문이 가장 많은 상을 받았는데, 5명의 개인 수상자에게 4개의 상이 수여되었다. 마리 퀴리는 물리학상 (1903년)과 화학상 (1911년)을 받았다. 그녀의 남편인 피에르 퀴리는 1903년 물리학상을 그녀와 함께 공동 수상했다. 그들의 딸인 이렌 졸리오퀴리는 1935년에 남편 프레데리크 졸리오퀴리와 함께 화학상을 받았다. 또한 마리 퀴리의 둘째 딸인 이브 퀴리의 남편인 헨리 리처드슨 라부이스 2세는 1965년 그 기관을 대표하여 노벨 평화상을 받을 때 유니세프 사무총장이었다.
퀴리 가문의 기록을 따라잡는 가족은 없지만, 두 명의 수상자를 배출한 가족은 여러 곳이 있다. 노벨 생리학 또는 의학상은 1947년에 부부 팀인 거티 코리와 칼 퍼디낸드 코리에게, 그리고 2014년에 부부 팀인 마이브리트 모세르와 에드바르 모세르에게 수여되었다 (그리고 존 오키프와 함께). 1906년 물리학상은 조지프 존 톰슨에게 전자가 입자임을 보인 공로로 수여되었고, 1937년에는 그의 아들 조지 패짓 톰슨에게 파동의 성질도 가지고 있음을 보인 공로로 수여되었다. 윌리엄 헨리 브래그와 그의 아들 윌리엄 로렌스 브래그는 1915년 엑스선결정학 발명으로 물리학상을 공동 수상했다. 닐스 보어는 1922년에 물리학상을 받았고, 그의 아들 오게 닐스 보어는 1975년에 받았다. 만네 시그반은 1924년에 물리학상을 받았고, 그의 아들 카이 시그반은 1981년에 받았다. 1929년에 화학상을 받은 한스 폰 오일러켈핀은 1970년에 생리학 또는 의학상을 받은 울프 폰 오일러의 아버지였다. 찬드라세카라 벵카타 라만은 1930년에 물리학상을 받았고, 1983년에 같은 상을 받은 수브라마니안 찬드라세카르의 삼촌이었다. 아서 콘버그는 1959년에 생리학 또는 의학상을 받았다. 콘버그의 아들 로저 콘버그는 나중에 2006년에 화학상을 받았다. 아서 숄로는 1981년에 물리학상을 받았고, 1964년 물리학상 수상자 찰스 타운스의 여동생과 결혼했다. 호지킨 가문의 두 구성원은 연속으로 노벨상을 받았다: 앨런 호지킨 경은 1963년에 생리학 또는 의학상을 공동 수상했고, 그의 첫 사촌의 아내인 도로시 크로풋 호지킨은 1964년에 단독으로 화학상을 수상했다. 1969년에 첫 경제학상을 수상한 얀 틴베르헌은 1973년에 생리학 또는 의학상을 받은 니콜라스 틴베르헌의 형제였다. 1974년에 경제학상을 수상한 군나르 뮈르달은 1982년 평화상 수상자 알바 뮈르달의 남편이었다. 경제학 수상자 폴 새뮤얼슨 (1970)과 케네스 애로 (1972; 공동 수상)는 처남 관계였다. 1953년에 물리학상을 수상한 프리츠 제르니커는 1999년 물리학상 수상자 헤라르뒤스 엇호프트의 큰삼촌이었다. 2019년에는 부부인 아브히지트 바네르지와 에스테르 뒤플로가 경제학상을 수상했다. 크리스티아네 뉘슬라인폴하르트는 1995년에 생리학 또는 의학상을 받았고, 그녀의 조카 베냐민 리스트는 2021년에 화학상을 받았다. 수네 베리스트룀은 1982년에 생리학 또는 의학상을 받았고, 그의 아들 스반테 페보는 2022년에 같은 상을 받았다. 1951년에 화학상을 공동 수상한 에드윈 맥밀런은 2022년에 물리학상을 받은 존 클라우저의 삼촌이었다.

## 반응 및 논란

### 논란의 수상자

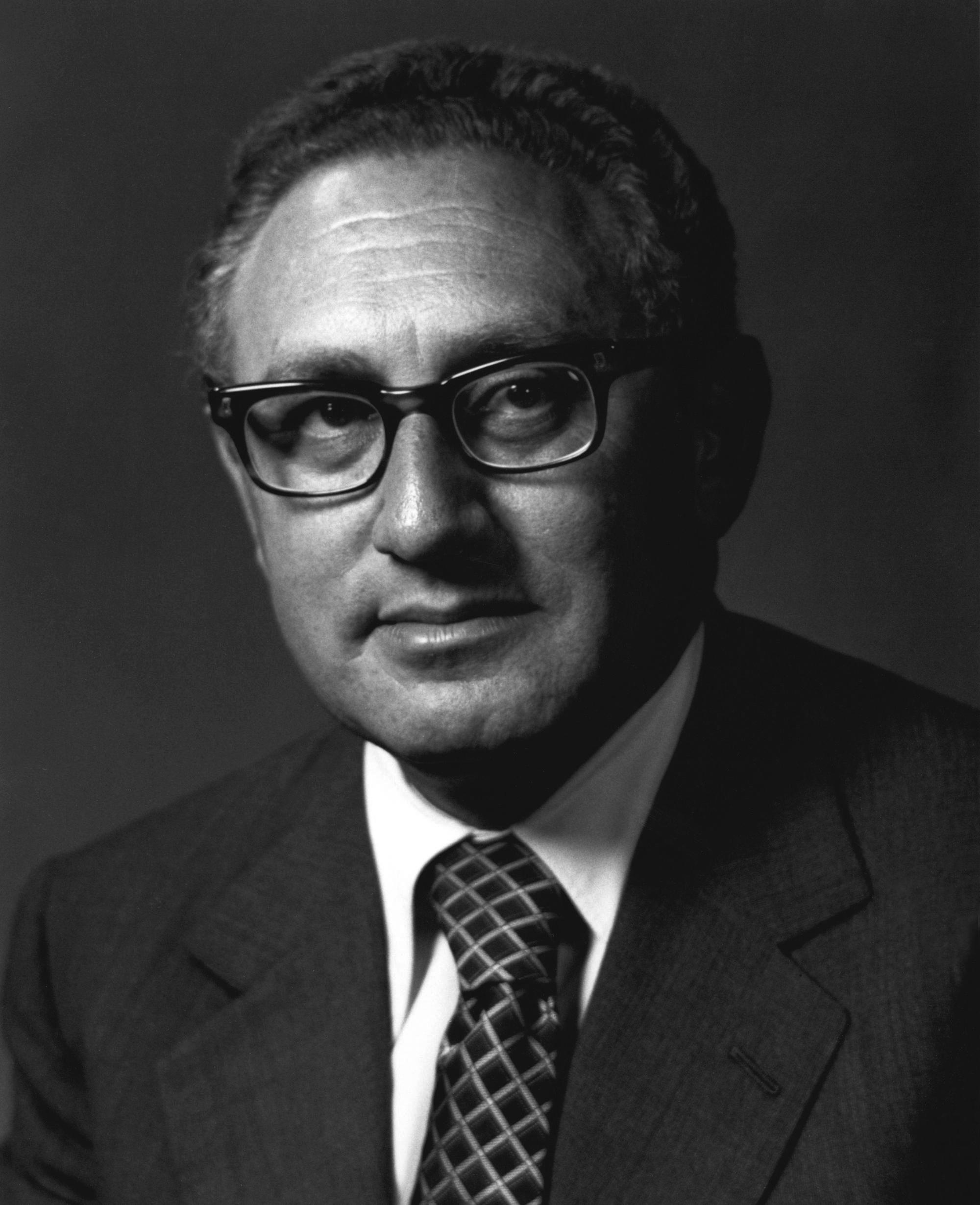
헨리 키신저가 1973년 노벨 평화상을 수상할 것이라고 발표되었을 때, 노르웨이 노벨 위원회 위원 두 명이 항의의 뜻으로 사퇴했다.

다른 비판들 중에서도 노벨 위원회는 정치적 의도를 가지고 있으며 더 가치 있는 후보자들을 배제했다는 비난을 받았다. 또한, 특히 문학상에 대해서는 유럽중심주의라는 비난도 받았다.
평화상
가장 비판받은 노벨 평화상 중 하나는 헨리 키신저와 레득토에게 수여된 상이었다. 이로 인해 노르웨이 노벨 위원회 위원 두 명이 사퇴했다. 키신저와 레득토는 베트남 전쟁 중 1973년 1월 파리 평화 협정에서 베트남 민주공화국과 미국 간의 휴전을 협상한 공로로 상을 받았다. 그러나 상이 발표되었을 때 양측은 여전히 적대 행위에 가담하고 있었다. 북베트남을 동정하는 비평가들은 키신저가 평화 중재자가 아니라 전쟁을 확대시킨 책임이 있다고 발표했다. 협상 중 기만적인 관행으로 간주되는 북베트남에 적대적인 사람들은 레득토가 수상을 거부했기 때문에 그를 비판할 기회를 박탈당했다. 풍자가이자 음악가인 톰 레러는 "헨리 키신저가 노벨 평화상을 수상했을 때 정치 풍자는 구식이 되었다"고 언급했다.
야세르 아라파트, 시몬 페레스, 이츠하크 라빈은 1994년 이스라엘과 팔레스타인 간의 평화 구축 노력으로 평화상을 받았다. 수상 발표 직후 노르웨이 노벨 위원회 위원 5명 중 한 명이 아라파트를 테러리스트로 비난하며 사퇴했다. 아라파트에 대한 추가적인 의구심은 다양한 신문에서 널리 표현되었다.
또 다른 논란이 된 평화상은 버락 오바마에게 2009년에 수여된 것이다. 오바마가 미국 대통령으로 취임한 지 불과 11일 만에 추천이 마감되었지만, 실제 평가는 그 후 8개월 동안 이루어졌다. 오바마 자신도 상을 받을 자격이 없으며, 상이 자신을 놓게 될 동료들과 함께 할 만한 자격이 없다고 말했다. 과거 평화상 수상자들은 분열되어 일부는 오바마가 상을 받을 자격이 있다고 말했고, 다른 일부는 그가 아직 그러한 영예를 받을 만한 업적을 달성하지 못했다고 말했다. 오바마의 수상은 이전 지미 카터와 앨 고어의 평화상과 함께 자유주의 편향이라는 비난을 불러일으키기도 했다.
아웅산 수 찌는 1993년에 평화상을 받았다. 그러나 2015년 미얀마에서 권력을 잡았을 때, 그녀의 통치 하에 인권 침해, 특히 미얀마의 로힝야족 박해에 대해 침묵했다는 비판을 받았고 노벨 평화상을 박탈해야 한다는 요구가 제기되었다.
문학상
2004년 문학상을 엘프리데 옐리네크에게 수여한 것은 스웨덴 아카데미 회원인 크누트 아늘룬드의 항의를 불러일으켰다. 아늘룬드는 옐리네크의 선정이 "모든 진보 세력에 회복 불가능한 피해를 입혔으며, 문학을 예술로 보는 일반적인 시각을 혼란스럽게 했다"고 주장하며 사퇴했다. 그는 옐리네크의 작품이 "예술적 구조 없이 뒤섞인 텍스트 덩어리"라고 주장했다. 2009년 문학상을 헤르타 뮐러에게 수여한 것 또한 비판을 받았다. 워싱턴 포스트에 따르면, 많은 미국 문학 평론가와 교수들은 그녀의 작품을 알지 못했다. 이로 인해 이 비평가들은 상이 너무 유럽 중심적이라고 느꼈다. 2019년 문학상을 페터 한트케에게 수여한 것은 살만 루슈디와 하리 쿤즈루와 같은 여러 작가들로부터 강한 비판을 받았고, 보스니아 헤르체고비나, 코소보, 튀르키예 정부로부터 비난받았는데, 이는 그의 보스니아 학살 부정 역사와 슬로보단 밀로셰비치 지지 때문이었다.
과학상
1949년 신경학자 안토니우 에가스 모니스는 전두엽 절제술 개발로 생리학 또는 의학상을 받았다. 전년도에 월터 프리먼은 더 빠르고 쉽게 수행할 수 있는 절차를 개발했다. 부분적으로는 원래 절차를 둘러싼 홍보로 인해 프리먼의 절차는 현대 의료윤리학에 대한 적절한 고려나 존중 없이 처방되었다. 뉴잉글랜드 저널 오브 메디신과 같은 영향력 있는 출판물의 승인을 받아 백혈병 절제술 또는 "뇌엽 절제술"은 모니스가 상을 받은 직후 3년 동안 미국에서 약 5,000건의 뇌엽 절제술이 시행될 정도로 인기를 얻었다.

### 간과된 업적

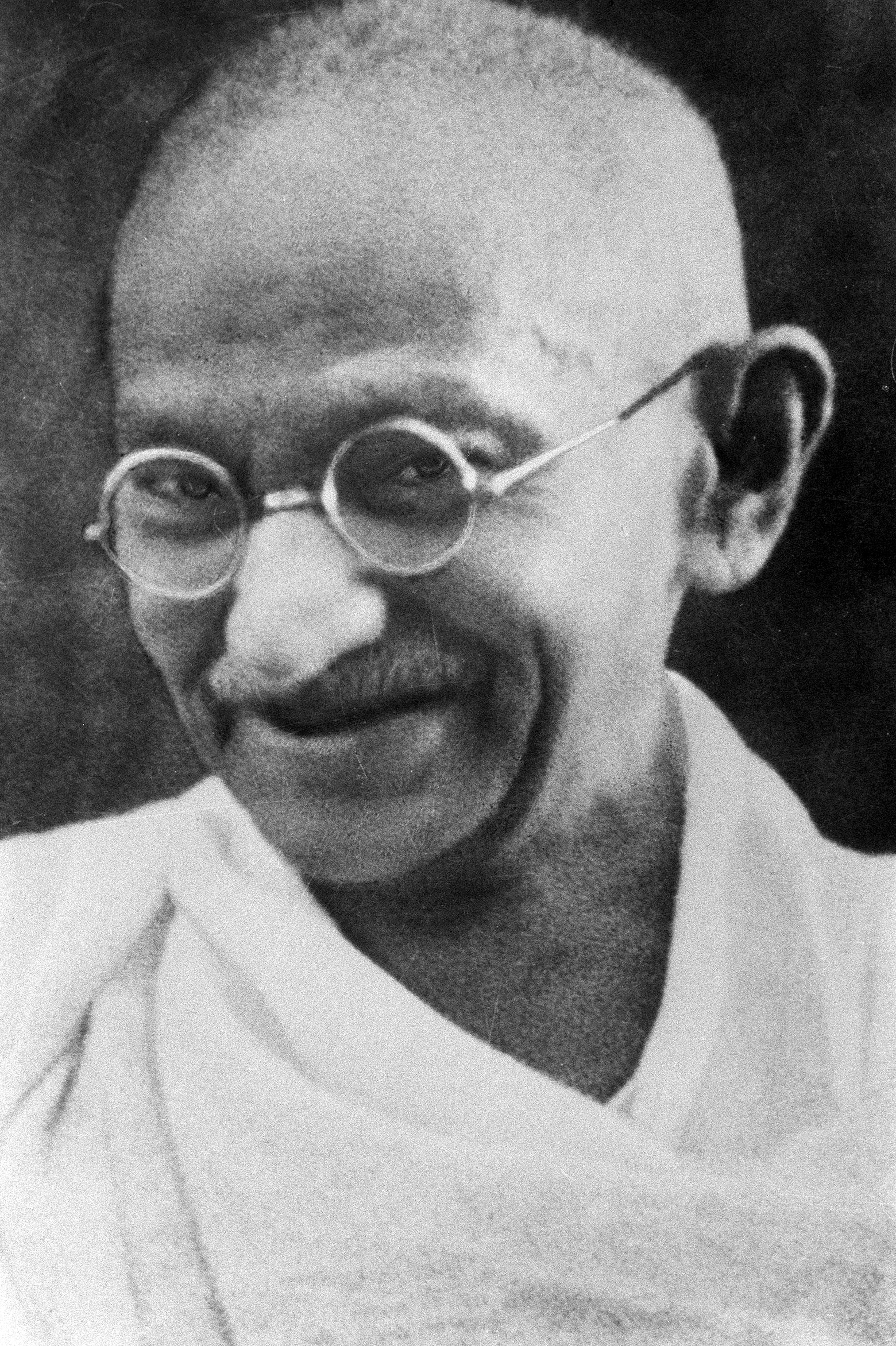
모한다스 간디는 다섯 차례 지명되었지만 노벨 평화상을 수상하지 못했다.

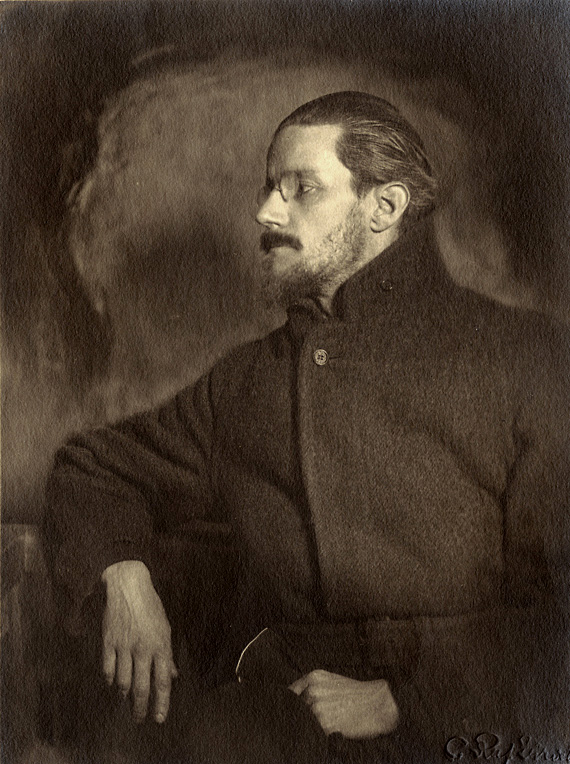
제임스 조이스, 노벨 문학상 수상에서 논란의 여지가 있는 누락자 중 한 명.

20세기의 비폭력의 상징인 모한다스 간디는 1937, 1938, 1939, 1947년, 그리고 1948년 1월 30일 암살되기 며칠 전까지 다섯 차례 노벨 평화상 후보에 올랐지만, 결국 수상하지 못했다.
간디가 사망한 1948년에 노르웨이 노벨 위원회는 "적합한 생존 후보자가 없었다"는 이유로 그 해 상을 수여하지 않기로 결정했다.
1989년, 제14대 달라이 라마가 평화상을 수상했을 때, 위원회 의장은 이것이 "부분적으로 마하트마 간디의 기억에 대한 경의"라고 말하며 이러한 누락에 대해 공개적으로 유감을 표명했다.
평화에 대한 널리 인정받는 공헌을 한 다른 저명한 개인들도 간과되었다. 2009년 포린 폴리시 잡지의 한 기사는 "결코 상을 받지 못했지만 받아야 했던" 7명을 명시했다. 이 목록은 간디, 엘리너 루스벨트, 바츨라프 하벨, 켄 사로위와, 사리 누세이베, 코라손 아키노, 그리고 류샤오보로 구성되었다. 류샤오보는 투옥된 상태에서 2010년 노벨 평화상을 수상했다.
1965년, 유엔 사무총장 우 딴은 노르웨이 유엔 상임 대표로부터 그 해의 상을 받을 것이라고 통보받고 수락 여부를 질문받았다. 그는 직원들과 상의한 후 수락하겠다고 답했다. 동시에 노벨 평화상 위원회 위원장 군나르 얀은 우 딴에게 상을 주는 것에 대해 강력히 로비했고, 상은 마지막 순간에 유니세프에게 수여되었다. 나머지 위원회 위원들은 모두 쿠바 미사일 위기 해소, 콩고 전쟁 종식, 그리고 베트남 전쟁 종식 중재를 위한 그의 노력에 대해 우 딴에게 상을 주고 싶어했다. 이 의견 충돌은 3년 동안 지속되었고 1966년과 1967년에는 어떤 상도 수여되지 않았으며, 군나르 얀은 우 딴에게 상을 수여하는 것을 사실상 거부했다.
문학상에도 논란의 여지가 있는 누락이 있다. 애덤 커시는 많은 저명한 작가들이 정치적 또는 문학 외적인 이유로 상을 놓쳤다고 제안했다. 유럽 및 스웨덴 작가에 대한 집중은 비판의 대상이었다. 이 상의 유럽 중심적 성격은 2009년 스웨덴 아카데미 영구 간사 페테르 엥글룬드가 상의 문제점으로 인정했으며, 아카데미가 유럽 작가들과 더 관련되는 경향이 있기 때문이라고 설명했다. 이러한 유럽 작가에 대한 경향으로 인해 레프 톨스토이, 안톤 체호프, J. R. R. 톨킨, 에밀 졸라, 마르셀 프루스트, 블라디미르 나보코프, 제임스 조이스, 아우구스트 스트린드베리, 시몬 베스트데이커, 카렐 차페크, 신대륙의 호르헤 루이스 보르헤스, 에즈라 파운드, 존 업다이크, 아서 밀러, 마크 트웨인, 아프리카의 치누아 아체베를 포함한 많은 유럽 작가들이 문학상 수상에서 간과된 저명한 작가 목록에 남게 되었다.
후보자는 같은 해에 여러 차례 추천받을 수 있다. 가스통 라몽은 1930년부터 1953년까지 생리학 또는 의학 분야에서 총 155회 추천을 받았으며, 이는 2016년 현재 해당 상에 대한 공개 추천 데이터 중 마지막 해이다. 그는 1963년에 사망하여 수상하지 못했다. 피에르 폴 에밀 루는 생리학 또는 의학 분야에서 115회 추천을 받았으며, 아르놀트 조머펠트는 물리학 분야에서 84회 추천을 받았다. 이들은 2016년 현재 발표된 데이터에서 수상하지 못한 세 명의 가장 많이 추천된 과학자이다. 오토 슈테른은 1925년부터 1943년까지 물리학 분야에서 79회 추천을 받은 후 1943년에 수상했다.
세 명 이상의 팀에 대한 상 수여에 대한 엄격한 규정도 논란의 여지가 있다. 세 명 이상의 협력자 팀이 업적을 인정받을 때, 한 명 이상이 제외된다. 예를 들어 2002년 상은 단백질 화학에서 질량 분석법 개발로 다나카 고이치와 존 펜에게 수여되었는데, 이 상은 프랑크푸르트 대학교 물리학 및 이론 화학 연구소의 프란츠 힐렌캄프와 미하엘 카라스의 업적을 인정하지 않았다.
마찬가지로 사후 수상 금지 규정은 상이 수여되기 전에 사망한 개인 또는 협력자의 업적을 인정하지 못한다. 경제학상은 1995년에 사망한 피셔 블랙에게 수여되지 않았는데, 그의 공동 저자인 마이런 숄스는 1997년에 주식 옵션 가치 평가 개발의 또 다른 선구자인 로버트 C. 머턴과 함께 옵션 가격 책정에 대한 기념비적인 업적으로 상을 받았다. 그 해 수상 발표에서 노벨 위원회는 블랙의 핵심 역할을 분명히 언급했다.
정치적 음모 또한 적절한 인정을 가로막을 수 있다. 리제 마이트너와 프리츠 슈트라스만은 오토 한과 함께 핵분열을 공동 발견했지만, 나치가 집권했을 때 독일을 탈출했기 때문에 한의 1944년 노벨 화학상 공동 수상에서 제외되었을 수도 있다. 메이트너와 슈트라스만이 연구에서 한 역할은 몇 년 후에야 완전히 인정받았으며, 그들은 1966년 엔리코 페르미 상을 받을 때 한과 합류했다.

### 발견보다 발명에 대한 강조
알프레드 노벨은 자신의 재산을 매년 "전년도 동안 인류에게 가장 큰 혜택을 준" 사람들에게 상을 수여하기 위해 남겼다. 그는 노벨 물리학상은 "물리학 분야에서 가장 중요한 '발견' 또는 '발명'을 한 사람에게" 주어져야 한다고 명시했다. 노벨은 발견을 강조하지 않았지만, 역사적으로 노벨 위원회는 발명보다 발견을 더 높이 평가했다: 물리학상 수상자의 77%가 발견에 주어졌고, 발명에는 23%만이 주어졌다. 크리스토프 바르트네크와 마티아스 라우터베르크는 네이처와 테크노에틱 아트에 발표된 논문에서 이러한 발견에 대한 강조가 노벨상을 사회에 가장 큰 공헌을 한 사람에게 보상한다는 원래 의도에서 벗어나게 했다고 주장했다.

### 성별
가장 권위 있는 과학, 기술, 공학, 수학 분야 상 중 여성에게 수여된 비중은 극히 적다. 1901년부터 2018년까지 물리학 210명, 화학 181명, 의학 216명의 수상자 중 여성 수상자는 물리학 3명, 화학 5명, 의학 12명에 불과했다. 이러한 불일치에 기여하는 요인으로는 편향된 추천, 해당 분야에서 활동하는 여성의 수 감소, 노벨상이 연구가 이루어진 지 수십 년 후에 수여된다는 점 (해당 분야의 성 편견이 더 컸던 시기를 반영), 여성 업적에 대한 노벨상 수여 지연으로 인해 수명이 여성에게 더 중요한 요소가 된다는 점 (사후에는 노벨상 후보에 오를 수 없다), 공동 수상 노벨상에서 여성을 제외하는 경향 등이 제시되었다. 이러한 요인에도 불구하고 마리 퀴리는 오늘날까지 두 개의 서로 다른 과학 분야(1903년 물리학, 1911년 화학)에서 노벨상을 받은 유일한 사람이다. 그녀는 과학 분야에서 두 개의 노벨상을 받은 단 세 명의 사람 중 한 명이다 (아래 다수 수상자 참조). 말랄라 유사프자이는 노벨 평화상을 수상한 최연소 인물이다. 2014년에 수상했을 때 그녀는 17세에 불과했다.

### 경제학상의 지위
페테르 노벨은 알프레드 노벨 기념 스웨덴 은행 경제학상을 그의 친척 알프레드 노벨의 이름을 딴 "가짜 노벨상"으로 규정하며, 경제학은 유사과학이라고 주장한다.

## 거부 및 제약

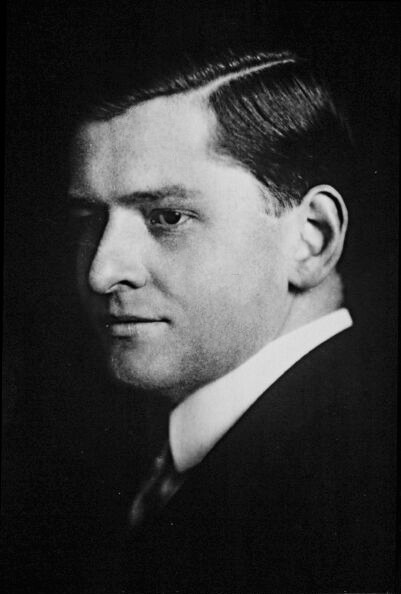
리하르트 쿤, 노벨 화학상 수상을 거부하도록 강요받았다.

두 명의 수상자가 자발적으로 노벨상 수상을 거부했다. 1964년 장 폴 사르트르는 문학상을 수상했지만, "가장 존경받는 형태일지라도 작가는 스스로 기관으로 변모하도록 허용해서는 안 된다"고 말하며 거부했다. 1973년 파리 평화 협정에서의 역할로 평화상 수상자로 선정된 레득토는 베트남에 실제 평화가 없다고 말하며 거부했다. 조지 버나드 쇼는 1925년 문학상을 수락하면서 상금을 거부하려 했지만, 결국 영국-스웨덴 문학 재단을 설립하는 데 사용하기로 합의했다.
제3제국 시대에 아돌프 히틀러는 리하르트 쿤, 아돌프 부테난트, 게르하르트 도마크가 상을 수락하는 것을 방해했다. 이들은 모두 제2차 세계 대전 후 디플로마와 금메달을 받았다.
1958년 보리스 파스테르나크는 상을 받기 위해 스톡홀름으로 여행할 경우 소련 정부가 취할 조치가 두려워 문학상 수상을 거부했다. 이에 대해 스웨덴 아카데미는 "이 거부는 물론 수상의 유효성을 결코 변경하지 않는다"고 말하며 그의 거부를 거부했다. 아카데미는 유감스럽게도 그 해 문학상 수여가 이루어질 수 없음을 발표했으며, 파스테르나크의 아들이 1989년에 그의 대신 상을 수락할 때까지 이를 보류했다.
아웅산 수 찌는 1991년에 노벨 평화상을 수상했지만, 그녀의 자녀들이 상을 수락했는데, 이는 그녀가 미얀마에서 가택 연금 상태였기 때문이다. 수 찌는 20년 후인 2012년에 연설했다. 류샤오보는 2010년에 노벨 평화상을 수상했지만, 그와 그의 아내가 중국에서 정치범으로 가택 연금 상태였기 때문에 그는 생전에 상을 수락할 수 없었다.

## 영향

### 문화적 영향

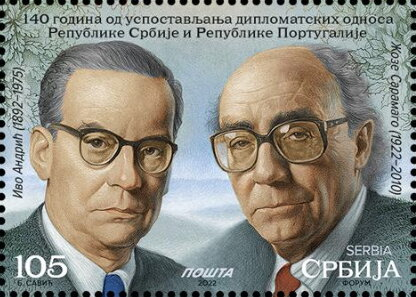
2022년 세르비아 우표에 이보 안드리치 (1961년 수상)와 주제 사라마구 (1998년 수상)의 노벨 문학상 수상자 모습.

과학 또는 문학 업적의 세계적인 상징으로서, 노벨상은 종종 소설에 등장한다. 여기에는 가상의 노벨상 수상자에 대한 영화 국제 음모 (1963), 노벨 선 (2007), 더 와이프 (2017)뿐만 아니라 라빈드라나트 타고르의 상 도난 사건을 바탕으로 한 2012년 영화 노벨 조르와 같이 실제 상을 둘러싼 이야기를 소설화한 작품들도 포함된다. 또한 빅뱅 이론과 같은 TV 쇼에서도 묘사되었다.
알프레드 노벨의 행성 기념비 및 조형물은 2008년 우크라이나 드니프로의 알프레드 노벨 대학교 경제법학부에서 개관했다. 지구본에는 군사 전략 미사일 처분 시 얻은 복합 합금으로 만들어진 802명의 노벨상 수상자 부조가 있다.
지적 성취의 상징임에도 불구하고 일부 수상자들은 다양한 비타민 C 및 기타 식이 보충제의 건강 효능, 동종요법, HIV/AIDS 부인주의, 그리고 다양한 인종과 지능에 대한 주장 등 지원되지 않는 유사 과학적 개념을 받아들였다. 이는 때때로 노벨병으로 불린다.
2001년, 노벨 컨퍼런스 개최지인 미네소타주 피터시의 구스타부스 아돌푸스 칼리지는 노벨상 100주년을 기념하여 미국 작곡가이자 졸업생인 스티브 하이체크에게 작품 의뢰했다. 75분짜리 노벨 심포니는 주요 노벨상을 모두 조명하며, 파블로 네루다, 알베르 카뮈, 토니 모리슨, 아마르티아 센, 마틴 루터 킹 주니어, 리고베르타 멘추, 다그 함마르셸드, 넬슨 만델라와 같은 노벨상 수상자들의 텍스트를 포함한다. 노벨 심포니는 2001년 10월 2일 구스타부스 아돌푸스에서 초연되었으며, 2004년 4월 18일 필립 브루넬레와 보컬에센스에 의해 미네소타주 미니애폴리스의 오케스트라 홀에서 재공연되었다.

## 같이 보기
- 노벨상 수상자 목록
  - 노벨 화학상 수상자 목록
  - 노벨 문학상 수상자 목록
  - 노벨 평화상 수상자 목록
  - 노벨 물리학상 수상자 목록
  - 노벨 생리학·의학상 수상자 목록
  - 노벨 경제학상 수상자 목록
  - 여자 노벨상 수상자 목록
  - 나라별 노벨상 수상자 목록
  - 대학별 노벨상 수상자 목록
  - 아시아의 노벨상 수상자 목록
  - 유대인 노벨상 수상자 목록
- 노벨상 메달
- 필즈상
- 아벨상
- 이그 노벨상
- 린데우 노벨상 수상자 회의
- 노벨상으로 알려진 분야별 상 목록
- 과학 및 기술 수상 목록
- 노벨 컨퍼런스
- 노벨 도서관
- 노벨 박물관
- 노벨상 효과

#### 책
- Abrams, Irwin (2001). 《The Nobel Peace Prize and the Laureates》. Watson Publishing International. ISBN 978-0-88135-388-4.
- Crawford, Elizabeth T. (1984). 《The Beginnings of the Nobel Institution – The Science Prizes, 1901–1915》 Fir판. Maison des Sciences de l'Homme & 케임브리지 대학교 출판사. ISBN 978-0-521-26584-3. 2023년 9월 24일에 원본 문서에서 보존된 문서. 2020년 11월 18일에 확인함.
- Feldman, Burton (2001). 《The Nobel prize: a history of genius, controversy, and prestige》. Arcade Publishing. ISBN 978-1-55970-592-9. 2023년 9월 24일에 원본 문서에서 보존된 문서. 2020년 11월 18일에 확인함.
- Gribbin, John (1985). 《In Search of Schrödinger's Cat: Quantum Physics and Reality》. Corgi. ISBN 978-0-552-12555-0.
- Jones, Brenn (2003). 《Learning about love from the life of Mother Teresa》. PowerKids Press. ISBN 978-0-8239-5777-4. 2023년 9월 24일에 원본 문서에서 보존된 문서. 2020년 11월 18일에 확인함.
- Levinovitz, Agneta Wallin (2001).  Nils Ringertz, 편집. 《The Nobel Prize: The First 100 Years》. 임페리얼 칼리지 출판부와 월드 사이언티픽. ISBN 978-981-02-4664-8. 2023년 9월 24일에 원본 문서에서 보존된 문서. 2020년 11월 18일에 확인함.
- Leroy, Francis (2003). 《A century of Nobel Prizes recipients: chemistry, physics, and medicine》. CRC Press. ISBN 978-0-8247-0876-4. 2023년 9월 24일에 원본 문서에서 보존된 문서. 2020년 11월 18일에 확인함.
- Shalev, Baruch Aba (2005). 《100 years of Nobel prizes》 Thi판. The Americas Group. ISBN 978-0-935047-37-0. 2023년 9월 24일에 원본 문서에서 보존된 문서. 2020년 11월 18일에 확인함.
- Sohlman, Ragnar (1983). 《The Legacy of Alfred Nobel – The Story Behind the Nobel Prizes》. The Nobel Foundation.
- Söderlind, Ulrica (2010). 《The Nobel Banquet》. World Scientific Publishing. doi:10.1142/7789. ISBN 978-981-4313-11-7.
- Wilhelm, Peter (1983). 《The Nobel Prize》. Springwood Books. ISBN 978-0-86254-111-8. 2023년 9월 24일에 원본 문서에서 보존된 문서. 2020년 11월 18일에 확인함.

## 더 읽어보기
- Pais, Abraham (1983). 《주님은 미묘하시니: 알베르트 아인슈타인의 과학과 삶》 Thi판. 옥스퍼드 대학교 출판부. ISBN 978-0-19-520438-4. OCLC 8195995.